# Henri de Greeve
Pater Henri de Greeve (Amsterdam, 25 december 1892 – Groesbeek, 14 juni 1974) was priester, publicist en radiospreker.

## Leven en werk
De Greeve werd in 1892 in Amsterdam geboren als zoon van de slachter Bernardus Josephus Maria de Greeve en van Margaretha Petronella Paulina Engel. Hij trad na zijn gymnasiumopleiding in 1911 in als Jezuïet. In 1923 werd hij tot priester gewijd. De Greeve was een in katholieke kring veel gevraagd spreker. Hij werd zeer bekend door zijn radiopraatjes bij de KRO in het programma "Lichtbaken". Hij zette zich met name in voor mensen in nood. In 1938 richtte hij de Bond zonder Naam op, een organisatie die tot doel had naastenliefde te betrachten onder alle maatschappelijke gezindten. Vanwege zijn verzet tegen het nationaalsocialisme werd hij tijdens de Tweede Wereldoorlog door de Duitsers als gijzelaar opgesloten. Na de Tweede Wereldoorlog gaf hij tot 1950 nog leiding aan de Bond zonder Naam. Na 1952 zette hij zich op een bescheidener schaal in voor het verbeteren van de wereld, geheel in de lijn van zijn motto "Verbeter de wereld, begin bij jezelf!".
De Greeve was een neef (oomzegger) van de franciscaner pater Borromeus de Greeve. Henri De Greeve overleed in juni 1974 op 81-jarige leeftijd in Groesbeek. Conform zijn wens werd zijn lichaam ter beschikking van de wetenschap gesteld.